# Ель-Махмудія (Ірак)
Ель-Махмудія (араб. المحمودية) — місто в центральній частині Іраку, розташоване на території мухафази Багдад. Адміністративний центр однойменного округу.
Місто знаходиться на площі так званого іракського «Трикутника смерті» — території між містами Ель-Махмудія, Іскандарія та Юсуфія.

## Географічне положення
Місто знаходиться в південній частині мухафази, у межиріччі Тигра та Євфрату, на висоті 31 метрів над рівнем моря. Ель-Махмудія розташована на відстані приблизно 15 кілометрів на південь від Багдада, адміністративного центру провінції та столиці країни.

## Населення
На 2012 рік населення міста становило 68 054 особи. У національному складі переважають араби, в конфесійному — мусульмани-суніти.